# HD 82780
HD 82780，又名BD+40 2226，SAO 42931、HR 3811，是一颗恒星，视星等为6.76，位于銀經182.32，銀緯47.76，其B1900.0坐标为赤經9h 29m 7.3s，赤緯+40° 47.76′ 28″。